# Manuel Astorga Carreño
Manuel Astorga Carreño (Iquique, 15 maggio 1937) è un ex calciatore cileno, di ruolo portiere.

## Carriera
Con la Nazionale cilena ha preso parte ai Mondiali 1962.